# Варварины
Варварины — древний русский дворянский род.

## История рода
Иван Дмитриевич Варварин владел поместьями в Деревской пятине (ранее 1495). Иов Семёнович служил по Епифани в казаках и был повёрстан в дети боярские (1585), в десятнях (1591) о нём сказано: «взят в полон».
Дементий и Кондрат Семёновичи служили по Епифани (1606).
Определением Правительствующего Сената, 11-го Мая 1881 года, утверждено постановление Рязанского Дворянского Депутатского Собрания, 21-го Марта 1881 года, о внесении Надворного Советника Владимира Николаева Варварина, с женою его Прасковьею Николаевою и детьми: Николаем, Екатериною и Наталиею в третью часть дворянской родословной книги, по пожалованному ему, в 1880 году, ордену Св. Владимира третьей степени.

## Описание герба
В серебряном щите голубой волнообразный пояс, над ним зелёная пальмовая ветвь, обращённая влево, под ним лавровая ветвь, обращённая вправо. Над щитом дворянский коронованный шлем. Нашлемник: встающий вправо золотой лев с красными глазами и языком, держащий в правой лапе серебряный пламенеющий меч. Намёт: голубой, подложен серебром.